# 橢圓坐標系

橢圓坐標系

橢圓坐標系（英語：Elliptic coordinate system）是一種二維正交坐標系。其坐標曲線是共焦的橢圓與雙曲線。橢圓坐標系的兩個焦點 {\displaystyle F_{1}} 與 {\displaystyle F_{2}} 的直角坐標 {\displaystyle (x,\ y)} ，通常分別設定為 {\displaystyle (-a,\ 0)} 與 {\displaystyle (a,\ 0)} ，都處於直角坐標系的 x-軸。

## 基本定義
橢圓坐標 {\displaystyle (\mu ,\ \nu )} 最常見的定義是
{\displaystyle x=a\ \cosh \mu \ \cos \nu } 、
{\displaystyle y=a\ \sinh \mu \ \sin \nu } ；
其中， {\displaystyle \mu \geq 0} 為非負值實數， {\displaystyle \nu \in [0,2\pi )} 。
在複值平面，等價關係式為
{\displaystyle x+iy=a\ \cosh(\mu +i\nu )} 。
以下兩個三角恆等式
{\displaystyle {\frac {x^{2}}{a^{2}\cosh ^{2}\mu }}+{\frac {y^{2}}{a^{2}\sinh ^{2}\mu }}=\cos ^{2}\nu +\sin ^{2}\nu =1} 、
{\displaystyle {\frac {x^{2}}{a^{2}\cos ^{2}\nu }}-{\frac {y^{2}}{a^{2}\sin ^{2}\nu }}=\cosh ^{2}\mu -\sinh ^{2}\mu =1}
表明， {\displaystyle \mu } 的等值曲線形成橢圓，而 {\displaystyle \nu } 的等值曲線則形成雙曲線：

## 標度因子
橢圓坐標 {\displaystyle \mu } 與 {\displaystyle \nu } 的標度因子相等：
{\displaystyle h_{\mu }=h_{\nu }=a{\sqrt {\sinh ^{2}\mu +\sin ^{2}\nu }}} ，
為了簡化標度因子的計算，可以用二倍角公式來等價地表達為
{\displaystyle h_{\mu }=h_{\nu }=a{\sqrt {{\frac {1}{2}}(\cosh 2\mu -\cos 2\nu }})} 。
無窮小面積元素等於
{\displaystyle dA=a^{2}\left(\sinh ^{2}\mu +\sin ^{2}\nu \right)d\mu d\nu } 。
拉普拉斯算子是 
{\displaystyle \nabla ^{2}\Phi ={\frac {1}{a^{2}\left(\sinh ^{2}\mu +\sin ^{2}\nu \right)}}\left({\frac {\partial ^{2}\Phi }{\partial \mu ^{2}}}+{\frac {\partial ^{2}\Phi }{\partial \nu ^{2}}}\right)} 。
其它微分算子，例如 {\displaystyle \nabla \cdot \mathbf {F} } 與 {\displaystyle \nabla \times \mathbf {F} } ，都可以用橢圓坐標表達，只需要將標度因子代入正交坐標條目內對應的一般公式。

## 第二種定義
另外有一種在直覺上比較賦有幾何性的橢圓坐標 {\displaystyle (\sigma ,\ \tau )} ；其中， {\displaystyle \sigma =\cosh \mu } 、{\displaystyle \tau =\cos \nu } 。同樣地，{\displaystyle \sigma } 的等值曲線是橢圓，而 {\displaystyle \tau } 的等值曲線是雙曲線。在這裏， {\displaystyle \tau } 必須屬於區間 {\displaystyle [-1,\ 1]} ，而 {\displaystyle \sigma } 必須大於或等於 {\displaystyle 1} 。
使用橢圓坐標，任何在 xy-平面上的點 {\displaystyle (\sigma ,\ \tau )} ，其與兩個焦點的距離 {\displaystyle d_{1}} ，{\displaystyle d_{2}} 有一個很簡單的關係（回想兩個焦點 {\displaystyle F_{1}} 與 {\displaystyle F_{2}} 的坐標分別為 {\displaystyle (-a,\ 0)} 與 {\displaystyle (a,\ 0)} ）：
{\displaystyle d_{1}+d_{2}=2a\sigma } 、
{\displaystyle d_{1}-d_{2}=2a\tau } 。
或者，
{\displaystyle d_{1}=a(\sigma +\tau )} 、
{\displaystyle d_{2}=a(\sigma -\tau )} 。
第二種橢圓坐標有一個缺點，那就是它與直角坐標並不保持一一對應關係：
{\displaystyle x=a\sigma \tau } 、
{\displaystyle y^{2}=a^{2}\left(\sigma ^{2}-1\right)\left(1-\tau ^{2}\right)} 。

## 第二種標度因子
第二種橢圓坐標 {\displaystyle (\sigma ,\ \tau )} 的標度因子是
{\displaystyle h_{\sigma }=a{\sqrt {\frac {\sigma ^{2}-\tau ^{2}}{\sigma ^{2}-1}}}} 、
{\displaystyle h_{\tau }=a{\sqrt {\frac {\sigma ^{2}-\tau ^{2}}{1-\tau ^{2}}}}} 。
所以，無窮小面積元素等於
{\displaystyle dA=a^{2}{\frac {\sigma ^{2}-\tau ^{2}}{\sqrt {\left(\sigma ^{2}-1\right)\left(1-\tau ^{2}\right)}}}d\sigma d\tau } 。
拉普拉斯算子是 
{\displaystyle \nabla ^{2}\Phi ={\frac {1}{a^{2}\left(\sigma ^{2}-\tau ^{2}\right)}}\left[{\sqrt {\sigma ^{2}-1}}{\frac {\partial }{\partial \sigma }}\left({\sqrt {\sigma ^{2}-1}}{\frac {\partial \Phi }{\partial \sigma }}\right)+{\sqrt {1-\tau ^{2}}}{\frac {\partial }{\partial \tau }}\left({\sqrt {1-\tau ^{2}}}{\frac {\partial \Phi }{\partial \tau }}\right)\right]} 。
其它微分算子，例如 {\displaystyle \nabla \cdot \mathbf {F} } 與 {\displaystyle \nabla \times \mathbf {F} } ，都可以用第二種橢圓坐標表達，只需要將第二種標度因子代入正交坐標條目內對應的一般公式。

## 外推至更高維數
橢圓坐標系是幾種三維正交坐標系的基礎。將橢圓坐標系往 z-軸方向投射，則可以得到橢圓柱坐標系。將橢圓坐標系繞著 x-軸旋轉，就可以得到長球面坐標系，而繞著 y-軸旋轉，又可以得到扁球面坐標系；在這裏，x-軸是連接兩個焦點的直軸，y-軸是在兩個焦點中間的直軸。

## 應用
橢圓坐標最經典的用法是在解析像拉普拉斯方程或亥姆霍茲方程這類的偏微分方程式。在這些方程式裏，橢圓坐標允許分離變數法的使用。擧一個典型的例題，有一塊寬度為 {\displaystyle 2a} 的平板導體，請問其周圍的電場為什麼？應用橢圓坐標，我們可以精緻地解析這例題。

## 參閱
- 拉普拉斯-龍格-冷次向量